# Республика Крым
Республика Крым (укр. Республіка Крим, крымскотат. Къырым Джумхуриети (Qırım Cumhuriyeti)) — субъект Российской Федерации, республика в её составе. Входит в состав Южного федерального округа, является частью Северо-Кавказского экономического района. Граничит с Херсонской областью Украины и с городом Севастополем. По морю через Керченский пролив граничит с Краснодарским краем. Административный центр — город Симферополь.

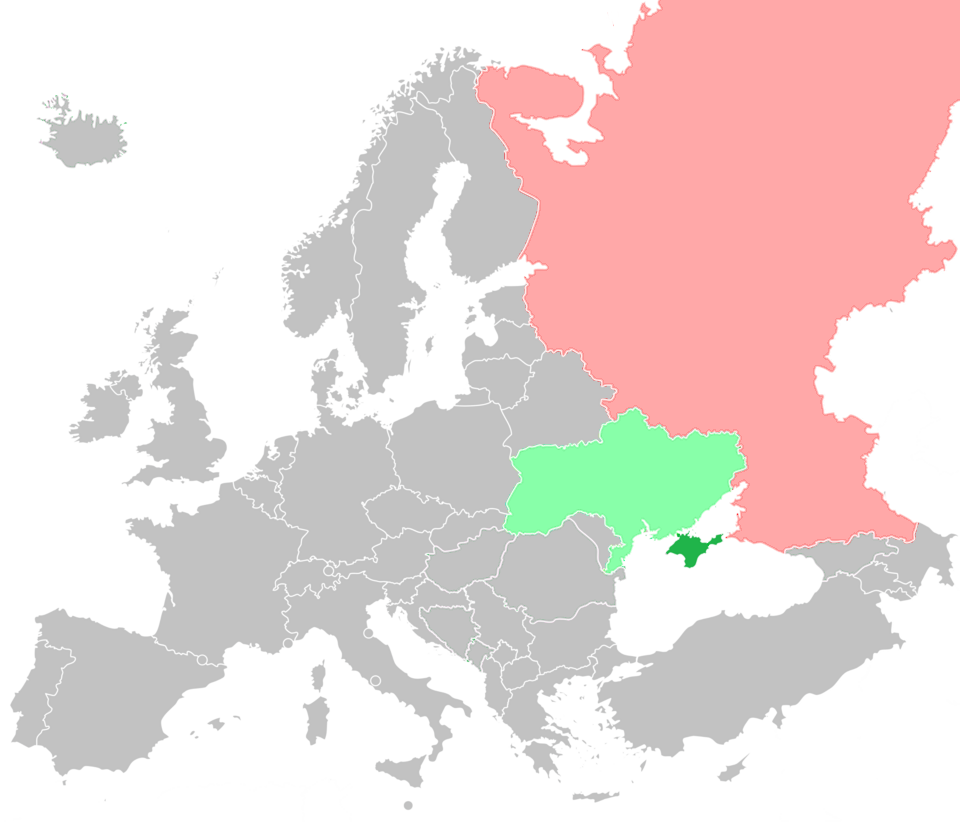
Карта Республики Крым на территории Европы

Образована 18 марта 2014 года, в ходе не получившей международного признания аннексии Россией бо́льшей части Крымского полуострова. В документах ООН и законодательстве Украины, контролировавшей эти территории до 2014 года, заявленная Россией территория республики рассматривается как временно оккупированная российскими вооружёнными силами Автономная Республика Крым.

## История

### Аннексия Крыма Россией
27 февраля начались активные действия России по захвату Крыма — российский спецназ захватил здания органов власти АР Крым, после чего в захваченном здании парламента была проведена сессия ВС, на которой украинские органы власти были заменены на контролируемых Россией акторов во главе с лидером партии «Русское единство» Сергеем Аксёновым. Произошедшее не имело легитимности и представляло собой осуществлённый Россией военный переворот.
Аннексия Крыма Россией проходила в два этапа — сначала были задействованы российские военнослужащие без знаков различия (морская пехота, находящаяся в Крыму, ССО, прочие силовые части и разведка) и локальная самооборона, затем — военное вмешательство с десантом войск на территорию Крыма.
Политическим инструментом аннексии Крыма стал проведённый 16 марта наскоро организованный неконституционный референдум о статусе Крыма, начатый им процесс формальной аннексии завершился 18 марта с образованием Россией на занятой территории новых субъектов Федерации. С 19 по 25 марта Россия завершила захват оставшихся украинских военных баз в Крыму, и к 26 марта обрела полный военный контроль над этой территорией.
Республика Крым как субъект Российской Федерации была образована 18 марта 2014 года, на основании подписанного в тот же день договора о присоединении Крыма к России, оформившую осуществлённую в феврале—марте 2014 года российскую аннексию Крыма и в рамках законодательства РФ. Договором был предусмотрен переходный период до 1 января 2015 года, в течение которого требовалось урегулировать вопросы интеграции Крыма в экономическую, финансовую, кредитную и правовую системы Российской Федерации, в систему органов государственной власти Российской Федерации.
21 марта 2014 года, одновременно с завершением процедуры формального включения Крыма в состав РФ (подписания президентом РФ закона о ратификации договора и сопутствующего ему федерального конституционного закона), республика была включена в состав новосозданного Крымского федерального округа. 2 апреля Республика Крым была включена в состав Южного военного округа, а 11 апреля — в перечень субъектов Российской Федерации в Конституции Российской Федерации.

### Переходный период
Первое время после российской аннексии на её территории продолжала действовать Конституция Автономной Республики Крым, принятая Верховной Радой АРК 21 октября 1998 года и вступившая в силу 11 января 1999 года. 11 апреля 2014 года на внеочередном заседании Госсовета РК была утверждена новая Конституция Республики Крым. Конституция состоит из 10 глав и 95 статей, её основные положения схожи со статьями Основного закона Российской Федерации. Согласно новой Конституции, Республика Крым (РК) является демократическим, правовым государством в составе Российской Федерации и равноправным субъектом Российской Федерации. Источником власти в РК является её народ — часть многонационального народа Российской Федерации. Республика Крым имеет три государственных языка — русский, украинский и крымскотатарский. Высшим должностным лицом является глава республики, который избирается депутатами Госсовета Крыма сроком на пять лет и не может замещать эту должность более двух сроков подряд. 9 октября 2014 года Госсовет Крыма единогласно избрал главой Республики Крым Сергея Аксёнова.
8 декабря 2014 года вице-премьер Российской Федерации Дмитрий Козак на совещании у главы российского правительства заявил, что «Крым готов по подавляющему большинству вопросов войти в систему государственного управления Российской Федерации».

### 2015—2022 годы
28 июля 2016 года Республика Крым была включена в состав Южного федерального округа, 1 апреля 2018 года — в состав Северо-Кавказского экономического района.

## Государство и политика

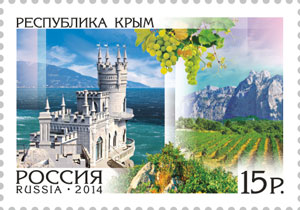
Почтовая марка России, 2014 год. Серия: Регионы России. Республика Крым

### Государственные символы
В соответствии с Конституцией Республики Крым её государственными символами являются государственный герб, государственный флаг и государственный гимн. Современные государственные символы Республики Крым были впервые приняты Верховным Советом Крыма 24 сентября 1992 года, утверждены в текущем статусе Государственным советом 4 июня 2014 года.
Государственный герб Республики Крым представляет собой в червлёном варяжском щите обращённого влево серебряного грифона, держащего в правой лапе раскрытую серебряную раковину с голубой жемчужиной. Щит увенчан восходящим солнцем и окружён двумя белыми колоннами, соединёнными сине-бело-красной лентой с девизом «Процветание в единстве».
Государственный флаг Республики Крым представляет собой полотнище, состоящее из трёх горизонтально расположенных цветных полос: верхней — синего цвета, составляющей одну шестую ширины Флага; средней — белого цвета, составляющей четыре шестых ширины Флага; нижней — красного цвета, составляющей одну шестую ширины Флага.
Государственным гимном Республики Крым является музыкальное произведение композитора А. С. Караманова на слова О. В. Голубевой (написан в 1992 году).

### Органы власти
Согласно Конституции Республики Крым, высшим и единственным представительным и законодательным органом власти республики является постоянно действующий парламент — Государственный Совет Республики Крым, избираемый сроком на пять лет в составе 75 депутатов. Действующий состав парламента избран 14 сентября 2014 года; с 17 марта 2010 года председателем парламента Автономной Республики Крым являлся Владимир Константинов; 19 сентября 2014 года он был переизбран уже под российским руководством.
Высшим должностным лицом, согласно Конституции, является глава Республики Крым, избираемый Государственным Советом в соответствии с законодательством РФ и Республики Крым. Действующим главой республики является Сергей Аксёнов.
Правительство республики — Совет министров Республики Крым — возглавляется либо непосредственно главой Республики (в порядке совмещения с должностью председателя Совета министров), либо председателем Совета министров, назначаемым главой республики с согласия Государственного Совета. С 1 октября 2019 года председателем Совета министров является Юрий Гоцанюк.
26 марта 2014 года Госсовет Республики Крым наделил вице-спикера крымского парламента Сергея Цекова и вице-премьера Республики Крым Ольгу Ковитиди полномочиями членов Совета Федерации Федерального Собрания.

### Административно-территориальное устройство
Столица	— Симферополь. Северная граница Республики Крым совпадает со сложившейся к 17 марта 2014 года административной границей Автономной Республики Крым c Херсонской областью и составляет 22 км по суше и 146 км по лиманам Сиваша (общая 168 км). C запада, юга и северо-востока полуостров омывают Чёрное и Азовское море, на востоке Республика Крым имеет морскую административную границу с Краснодарским краем. На юго-западе полуострова проходит административная граница с городом федерального значения Севастополем.
Согласно ФКЗ от 21 марта 2014 г. № 6-ФКЗ «О принятии в Российскую Федерацию Республики Крым и образовании в составе Российской Федерации новых субъектов — Республики Крым и города федерального значения Севастополя», пределы территории Республики Крым определяются границами её территории, существовавшими на день принятия в Российскую Федерацию Республики Крым и образования в составе Российской Федерации нового субъекта. Граница Республики Крым на суше, сопряжённая с территорией Украины, является государственной границей Российской Федерации. Разграничение морских пространств Чёрного и Азовского морей осуществляется на основе международных договоров Российской Федерации, норм и принципов международного права.
С 25 апреля 2014 года между Крымом и материковой Украиной установлена государственная граница России. Пределы пограничной зоны на территории Республики Крым установлены 26 ноября 2014 года приказом ФСБ России № 659.
В административном отношении Республика Крым состоит из 25 административно-территориальных образований:
- 14 районов (с преимущественно сельским населением),
- 11 городов республиканского значения[61], в границах которых с подчинёнными им населёнными пунктами созданы муниципальные образования — городские округа[62] (с преимущественно городским населением).

| единицы административно- территориального деления | количество единиц АТД и нп | единицы муниципального самоуправления | количество единиц муниципального самоуправления |
| ------------------------------------------------- | -------------------------- | ------------------------------------- | ----------------------------------------------- |
| административные районы                           | 14                         | муниципальные районы                  | 14                                              |
| города республиканского значения                  | 11                         | городские округа                      | 11                                              |
| в том числе: городские районы                     | 3                          | городские округа                      | 11                                              |
| город в подчинении городского округа              | 1                          | городские округа                      | 11                                              |
| города районного подчинения                       | 4                          | городские поселения                   | 4                                               |
| посёлки городского типа                           | 56                         | сельские поселения                    | 250                                             |
| сельские населённые пункты                        | 947                        | сельские поселения                    | 250                                             |

В Республике Крым насчитывается 1019 населённых пунктов, в том числе 16 городских нп (16 городов) и 1003 сельских нп (в том числе 56 пгт (учитываемых как сельские) и 947 сёл и посёлков).
8 февраля 2016 года на заседании Комиссии по восстановлению прав реабилитированных жертв политических репрессий при Совете министров РК был утверждён перечень исторических названий населённых пунктов Крыма. На основании этого документа вторые исторические названия получат 1394 населённых пункта Республики Крым. На границах данных населённых пунктов будут установлены таблички со вторыми, историческими, названиями.

### Населённые пункты
Населённые пункты с численностью населения более 10 тысяч человек
| Симферополь | ↘335 009 |
| Керчь       | ↘151 103 |
| Евпатория   | ↘105 549 |
| Ялта        | ↘72 013  |
| Феодосия    | ↘66 293  |
| Джанкой     | ↘37 014  |
| Алушта      | ↗31 364  |

| Бахчисарай      | ↗28 609 |
| Красноперекопск | ↗25 569 |
| Саки            | ↘24 285 |
| Армянск         | ↘19 917 |
| Судак           | ↗17 834 |
| Белогорск       | ↗17 445 |
| Гвардейское     | ↘12 209 |

| Приморский        | ↗13 310 |
| Черноморское      | ↗11 581 |
| Красногвардейское | ↘11 073 |
| Щёлкино           | ↘10 131 |
| Советский         | ↘9498   |
| Гаспра            | ↗12 262 |
| Октябрьское       | ↗10 932 |

Общая карта
Населённые пункты:
|  | Более 100 000 чел.        |
|  | от 50 000 до 100 000 чел. |
|  | от 20 000 до 50 000 чел.  |
|  | от 10 000 до 20 000 чел.  |
|  | от 5000 до 10 000 чел.    |
|  | от 3000 до 5000 чел.      |

## Население
Численность постоянного населения республики, по данным Росстата, составляет 1 902 249 чел. (2025). Городское население — 
51,21 % (2022).
Примечание: до 1987 года, население указанно в сумме с г. Севастополь.
| 1858       | 1864       | 1897       | 1917       | 1920       | 1925       | 1926       | 1931       | 1937       | 1939       |
| ---------- | ---------- | ---------- | ---------- | ---------- | ---------- | ---------- | ---------- | ---------- | ---------- |
| 331 300    | ↘198 700   | ↗546 600   | ↗749 800   | ↘721 649   | ↘579 300   | ↗719 500   | ↗800 900   | ↗994 798   | ↗1 126 429 |
| 1944       | 1945       | 1959       | 1974       | 1979       | 1987       | 1989       | 1990       | 1991       | 1992       |
| ↘379 000   | ↗610 000   | ↗1 201 517 | ↗1 813 502 | ↗2 182 927 | ↗2 397 000 | ↘2 035 279 | ↗2 071 246 | ↗2 112 551 | ↗2 147 828 |
| 1993       | 1994       | 1995       | 1996       | 1997       | 1998       | 1999       | 2000       | 2001       | 2002       |
| ↗2 183 233 | ↗2 193 193 | ↘2 175 793 | ↘2 157 308 | ↘2 127 627 | ↘2 103 335 | ↘2 077 310 | ↘2 057 539 | ↘2 038 123 | ↘2 024 056 |
| 2003       | 2004       | 2005       | 2006       | 2007       | 2008       | 2009       | 2010       | 2011       | 2012       |
| ↘2 009 659 | ↘1 996 372 | ↘1 985 495 | ↘1 975 070 | ↘1 968 379 | ↘1 962 317 | ↘1 958 505 | ↘1 956 550 | ↘1 954 759 | ↘1 954 253 |
| 2013       | 2014       | 2015       | 2016       | 2017       | 2018       | 2019       | 2020       | 2021       | 2022       |
| ↗1 956 422 | ↘1 891 465 | ↗1 895 915 | ↗1 907 106 | ↗1 912 168 | ↗1 913 731 | ↘1 911 818 | ↗1 912 622 | ↗1 934 630 | ↘1 931 091 |
| 2023       | 2024       | 2025       |            |            |            |            |            |            |            |
| ↘1 916 805 | ↘1 909 499 | ↘1 902 249 |            |            |            |            |            |            |            |

По предварительным итогам переписи населения в Крымском федеральном округе по состоянию на 14 октября 2014 года, численность постоянного населения Республики Крым составила 1 889 400 человек.
По данным Крымстата, численность постоянного населения республики на 1 января 2014 года составляла 1 958 504 человека (в том числе 1 218 730 горожан, или 62,23 %), наличного населения —  1 967 259 человек (в том числе 1 233 536 горожан, или 62,70 %); на 1 июля 2014 года — 1 959 010 человек (в том числе 1 218 897 горожан, или 62,22 %), наличного населения — 1 967 765 человек (в том числе 1 233 703 горожан); на 1 октября 2014 года — 1 965 262 человека (в том числе 1 223 045 горожан, или 62,23 %), наличного населения —  1 974 017 человек (в том числе 1 237 851 горожан).

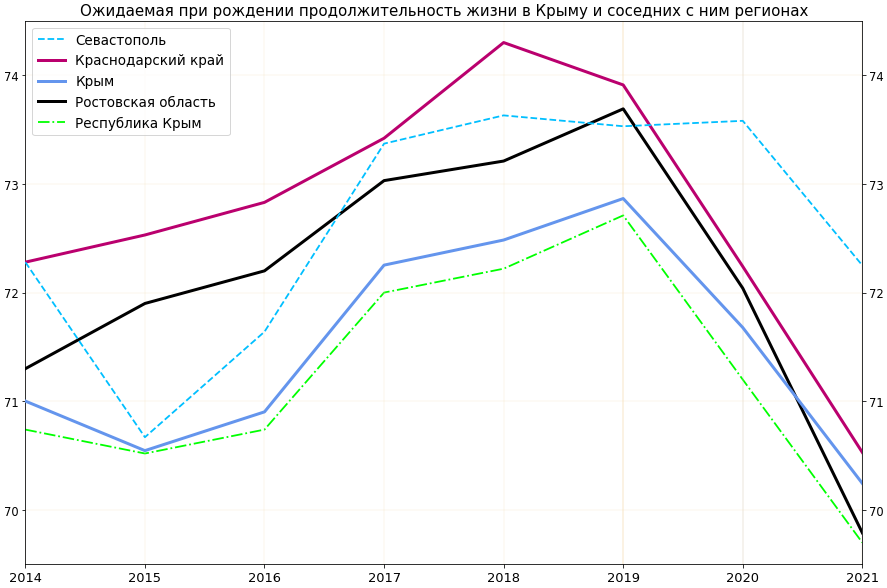
Ожидаемая при рождении продолжительность жизни в Республике Крым на фоне близлежащих регионов страны, 2014—2021 годы

### Национальный состав
По итогам переписи населения 2020 года проживали следующие национальности (национальности менее 0,1 % и другое см. в сноске к строке «Другие»):
| Национальность  | Численность, чел. | Доля     |
| --------------- | ----------------- | -------- |
| Русские         | 1 296 442         | 67,01 %  |
| Крымские татары | 250 651           | 12,96 %  |
| Украинцы        | 145 852           | 7,54 %   |
| Татары          | 28 363            | 1,47 %   |
| Белорусы        | 8672              | 0,45 %   |
| Армяне          | 7717              | 0,40 %   |
| Азербайджанцы   | 2729              | 0,14 %   |
| Узбеки          | 2476              | 0,13 %   |
| Другие          | 191 728           | 9,90 %   |
| Итого           | 1 934 630         | 100,00 % |

### Языки
Государственные языки Республики Крым — русский, крымскотатарский и украинский.
По итогам переписи населения в Крымском федеральном округе 2014 года, абсолютное большинство населения полуострова родным языком назвало русский — 84 %. Крымскотатарский родным был назван для 7,9 %, татарский — для 3,7 %, украинский — для 3,3 %. Родным языком русский назвали 79,7 % украинцев, 24,8 % татар и 5,6 % крымских татар. Для 0,1 % русских родным языком является украинский.

### Языки обучения в школе
В 2014/2015 учебном году, по данным министра образования и науки Республики Крым, произошло сокращение числа обучающихся на крымскотатарском языке с 5406 до 4740 человек, а численность обучающихся на украинском языке сократилась особенно резко — с 12 867 до 1990 человек.
В 2015/2016 учебном году в Республике Крым в общеобразовательных учреждениях обучалось на русском языке 96,74 % детей, на крымскотатарском — 2,76 % (5083 ребёнка), на украинском языке — 0,5 % (949 детей); в республике насчитывается 15 общеобразовательных учреждений с крымскотатарским языком обучения, всего же по республике обучение на крымскотатарском языке организовано в 53 общеобразовательных учреждениях 17 муниципальных районов и городских округов. В 2015/2016 учебном году было открыто 37 первых классов с крымскотатарским языком обучения. По сравнению с 2014/2015 учебным годом число учеников в классах с крымскотатарским языком обучения выросло на 188 человек.
Как сообщила в феврале 2016 года пресс-служба Министерства образования, науки и молодёжи РК, для учащихся 1-9 классов школ (классов) с крымскотатарским языком обучения было впервые выпущено 45 тыс. экземпляров учебников, переведённых с русского языка.
На украинском языке обучение проводится в 22 общеобразовательных учреждениях 13 муниципальных районов и городских округов Республики Крым. В 2015/2016 учебном году было открыто 2 первых класса с украинским языком обучения. В двух школах функционируют с 1 по 9-й классы с украинским языком обучения (в городах Алушта и Феодосия).

### Конфессии и религиозные организации

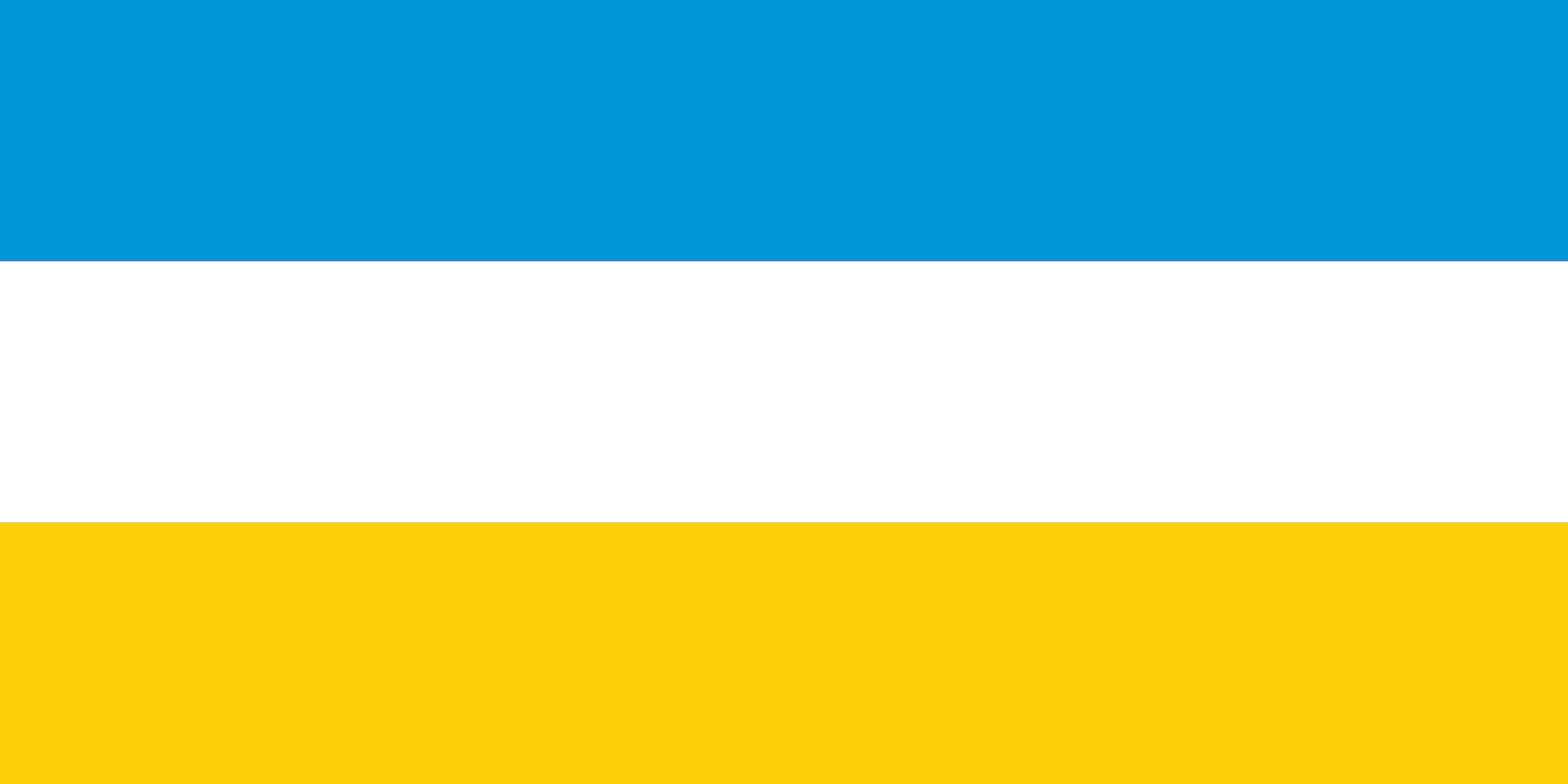
Флаг крымских караимов

Традиционно распространены православие и ислам суннитского толка. Православие организационно представлено 2 параллельными юрисдикциями: Русской православной церкви (РПЦ) и Киевского патриархата.
С 7 июня 2022 года три епархии РПЦ в Крыму: Симферопольская, Джанкойская и Феодосийская — объединены в Крымскую митрополию, подчинённую непосредственно Московскому патриархату. Приходы Киевского патриархата на полуострове объединены в Крымскую епархию.

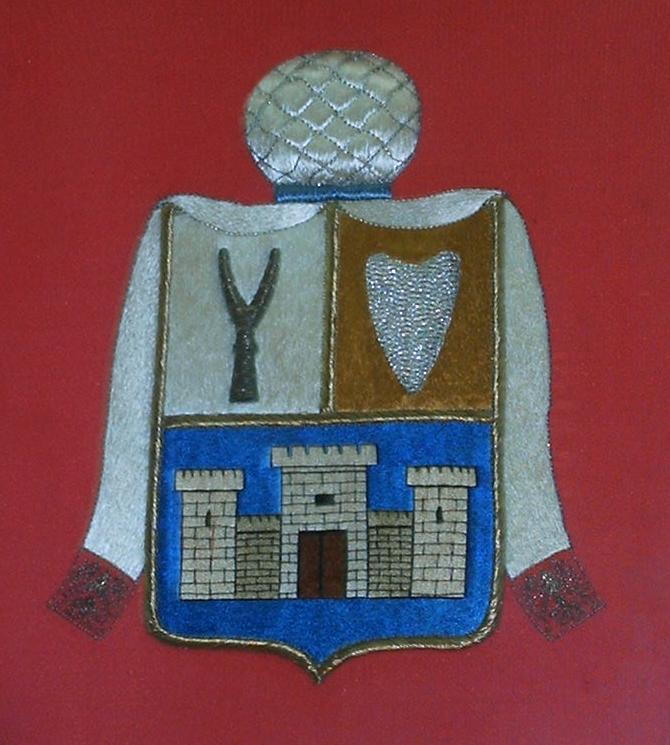
Герб караимов Республики Крым

В Крыму действуют 13 приходов латинского обряда Католической церкви, входящих в состав диоцеза Одессы-Симферополя. Несколько приходов Украинской грекокатолической церкви в Крыму относятся к Крымскому экзархату УГКЦ. Приходы и монастырь Сурб-Хач Армянской Апостольской Церкви входят в Украинскую епархию ААЦ.
25 июня 2014 года Государственный Совет Республики Крым направил представление в Правительство Российской Федерации с предложением включить в Единый перечень коренных малочисленных народов Российской Федерации крымских караимов и крымчаков.
В августе 2014 года мусульманами Крыма, настроенными на интеграцию с Россией, при содействии председателя Центрального духовного управления мусульман России верховного муфтия Талгата Таджуддина, в Симферополе был воссоздан Таврический муфтият — в противовес Духовному управлению мусульман Крыма, поддерживаемому крымскотатарским меджлисом.

## Экономика
Основные отрасли — промышленность (более 530 крупных и средних предприятий), туризм (Западный Крым, Южный берег Крыма, Керченский полуостров), строительство, здравоохранение, сельское хозяйство, торговля.
Республика Крым является частью свободной экономической зоны, созданной на территории полуострова в 2014 году.

### Валовой региональный продукт
Валовой региональный продукт Республики Крым в 2015 году составил 248 млрд рублей, в пересчёте на душу населения — 131 тыс. рублей. Индекс физического объёма ВРП Крыма в 2015 году вырос на 8,5 %.
Отраслевая структура ВРП республики в 2015 году:
- Сельское хозяйство, охота и лесное хозяйство — 15,9 %
- Добыча полезных ископаемых — 2,8 %
- Обрабатывающие производства — 8,9 %
- Производство и распределение электроэнергии, газа и воды — 7,5 %
- Строительство — 2,1 %
- Торговля — 15,7 %
- Гостиницы и рестораны — 2,4 %
- Транспорт и связь — 9,5 %
- Операции с недвижимым имуществом, аренда и предоставление услуг — 9,6 %
- Государственное управление и обеспечение военной безопасности; социальное страхование — 8,3 %
- Образование — 4,7 %
- Здравоохранение и предоставление социальных услуг — 9,5 %
- Предоставление прочих услуг — 2,6 %

### Промышленность

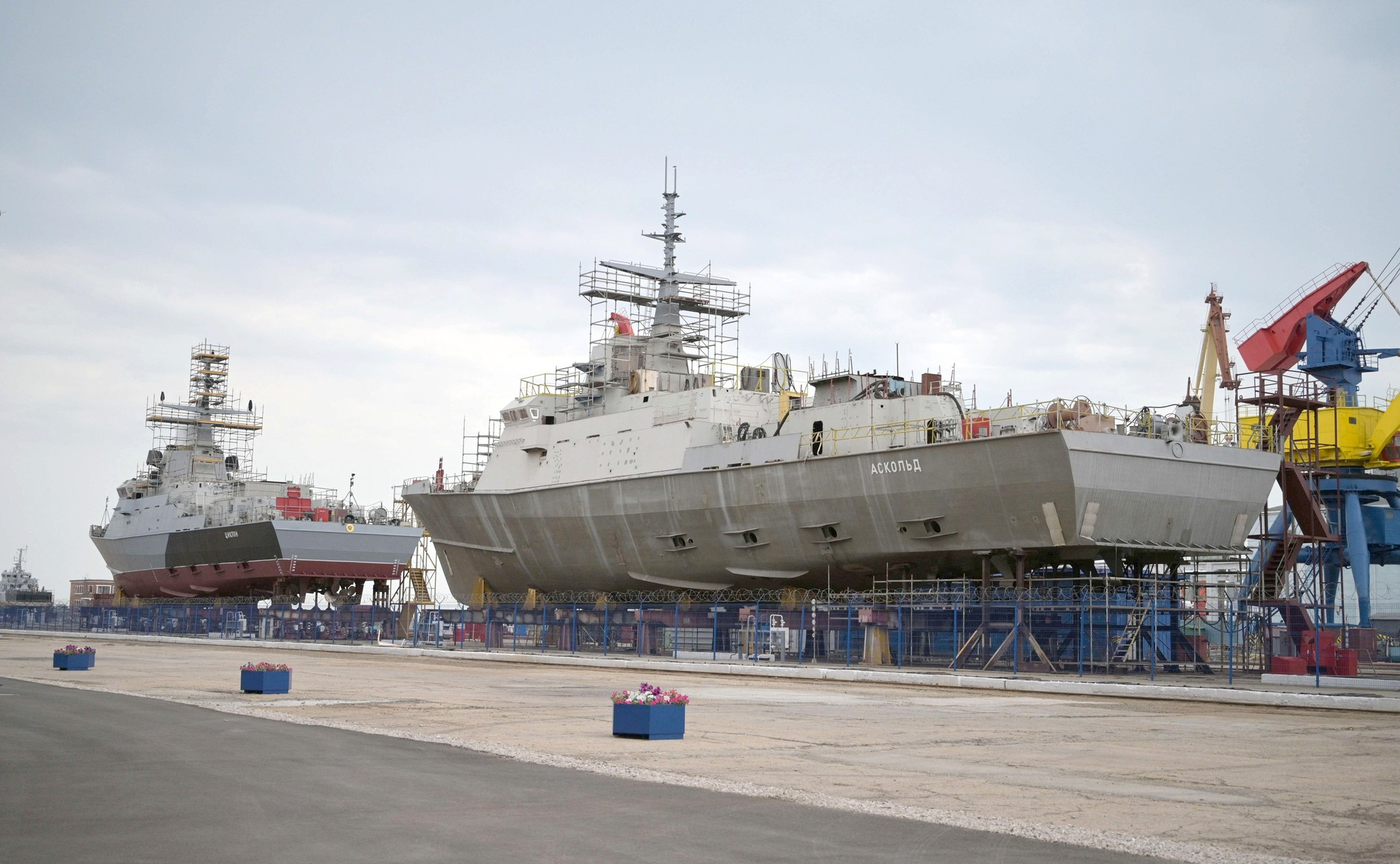
Ракетные корабли проекта 22800 на заводе «Залив» в Керчи

Основными отраслями промышленности являются пищевая, химическая, судостроение, добыча углеводородов, электроэнергетика.
В 2016 году объём промышленного производства в Крыму составил 101 млрд рублей, в том числе:
- Добыча полезных ископаемых — 10 %
- Обрабатывающие производства — 60 %
  - Пищевая промышленность — 26 %
  - Химическое производство — 15 %
  - Машиностроение — 10 %
- Производство и распределение электроэнергии, газа и воды — 30 %

Среди крупнейших промышленных предприятий Крыма: судостроительные заводы «Море» и «Залив», «Черноморнефтегаз» (добыча нефти и газа), «Массандра» (производство вина), Крымский содовый завод (производство соды), Крымский Титан (производство диоксида титана).

### Сельское хозяйство
Специализация сельского хозяйства Крыма — зерноводство, животноводство, виноградарство, садоводство, овощеводство, а также возделывание эфиромасличных культур (лаванды, розы, шалфея).
В структуре сельскохозяйственных угодий, занимающих 63 % территории Крыма, преобладает пашня (63,3 % общей площади сельхозугодий). Далее следуют пастбища — 22,9 %, многолетние насаждения — 8,7 % и сенокосы — 0,1 %.
Производство основных видов сельхозпродукции в Крыму (по данным за 2016 год):
- зерновые — 1,29 млн тонн (+1,9 % к предыдущему году)[124]
- овощи — 366 тыс. тонн (+3,2 %)[125]
- подсолнечник — 152 тыс. тонн (+41,5 %)[125]
- картофель — 258 тыс. тонн (-5,3 %)[125]
- мясо — 141 тыс. тонн (-4,2 %)[126]
- молоко — 249 тыс. тонн (+2,3 %)[126]
- яйца — 518 млн штук (+6,3 %)[126]

Старейшей аграрной отраслью в Крыму является виноградарство. Крым славен именно техническими сортами винограда, которые используются для производства высококачественных вин, коньяков и соков. Содержание сахара в ягодах колеблется от 15 до 25 %. В отдельных хозяйствах урожайность винограда достигает 80 ц/га (при средней — 50 ц/га). В 2015 году в республике было собрано 58 тыс. т винограда (в 2014 году 70 тыс. т, в 2013 году 95 тыс. т, в 2011 125 тыс. т, в 1990 году 316 тыс. т).

### Инвестиции
В 2016 году объём инвестиций в основной капитал в Крыму составил 40,2 млрд рублей, их объём вырос на 61 % к предыдущему году. Из этого объёма инвестиции на строительство зданий и сооружений составили 16,9 млрд рублей (41,9 % от общего объёма инвестиций), на жилищное строительство — 1,3 млрд рублей (3,2 %), на приобретение машин, оборудования и транспортных средств — 20,2 млрд рублей (50,2 %), прочие инвестиционные вложения составили 1,9 млрд рублей (4,7 %).

### Строительство
В 2016 году объём строительства в Крыму составил 7,54 млрд рублей (+75 % к предыдущему году). В 2017 году рост объёма строительных работ продолжился.
В 2014 году в Республике Крым было сдано в эксплуатацию 4,5 тысячи жилых квартир общей площадью 634,2 тыс. м². Ввод жилья сократился в сравнении с 2013 годом на 34,2 %. Глубокий спад отмечен в индивидуальном секторе (доля этого сектора в 2014 году составила 69,4 % всех сданных площадей, годом ранее эта доля составляла 84,2 %), индивидуальными застройщиками сдано всего 1,4 тыс. квартир (домов) общей площадью 440,1 тыс. м², что составило 54,2 % к 2013 году. Крупные застройщики сдали 194,1 тыс. м², что превысило соответствующий показатель в 2013 году (151,8 тысячи м²).

### Природные ресурсы
Природно-заповедный фонд включает 158 объектов и территорий (в том числе 46 общегосударственного значения). Основу заповедного фонда составляют 6 природных заповедников общей площадью 63,9 тыс. га: Крымский с филиалом «Лебяжьи острова», Ялтинский горно-лесной, Мыс Мартьян, Карадагский, Казантипский, Опукский.
Основные полезные ископаемые — железная руда, горючий газ, минеральные соли, строительное сырьё.
По данным министра природных ресурсов и экологии РФ Сергея Донского, запасы нефти на территории Крыма составляют всего 47 млн тонн, газа — 165,3 млрд м³, что является достаточно существенным показателем, а кроме того здесь имеется 18,2 млн тонн газового конденсата. По его словам, всего на территории полуострова 44 месторождения углеводородного сырья, в том числе 10 нефтяных, 27 газовых и 7 газоконденсатных. Кроме того, на шельфе Чёрного моря есть 5 месторождений газа и 3 газоконденсатных месторождения, на Азовском шельфе — 6 газовых месторождений.
Наибольшее значение имеют природные рекреационные ресурсы: мягкий климат, тёплое море, лечебные грязи, минеральные воды, живописные пейзажи.

### Туризм
Известные курортные районы:
- Южный берег Крыма — территории городских округов Ялта и Алушта;
- Западное побережье — территории городских округов Евпатория и Саки;
- Юго-Восточное побережье — территории городских округов Феодосия и Судак;
- Керченский полуостров.

По российским статистическим данным, в 2018 году в Крыму отдохнуло 6 миллионов 800 тысяч туристов — рекордное количество за все постсоветские годы.

### Транспорт и связь
В Крыму функционируют основные виды транспорта — автомобильный, железнодорожный, трубопроводный, морской, воздушный.
Государственные перевозки в Республике Крым осуществляет Почта Крыма. Фельдъегерской службой в Республике Крым занимается Главный центр специальной связи по Республике Крым и городу федерального значения Севастополь.
Крупнейшим аэропортом Крыма является международный аэропорт Симферополь. После аннексии Крыма пассажиропоток через аэропорт резко вырос с 1 млн человек в 2013 году до 2,8 млн в 2014 году, 5,0 млн в 2015 году и 5,2 млн в 2016 году. В настоящее время он занимает 6-е место среди аэропортов России по числу обслуживаемых пассажиров. В мае 2016 года в аэропорту «Симферополь» началось строительство нового терминала площадью более 78 тыс. м², новый терминал сможет принимать до 7 млн пассажиров. Строительство первой очереди терминала планируется завершить в 2018 году. Госавиаслужба Украины регулярно выписывает российским авиаперевозчикам штрафы за полёты в Крым — к сентябрю 2017 года выписано более 20 тысяч штрафов на общую сумму в 103 млн долларов США (по состоянию на 15 сентября 2017 года ни один штраф не оплачен).
С остальной частью России через Керченский пролив Крым связывает Крымский мост — транспортный переход, состоящий из автодорожного и железнодорожного мостов.

### Банковская система
До аннексии на полуострове работало 37 банков с 1200 отделениями, в дальнейшем свои филиалы на полуострове закрыли все украинские банки (за исключением двух крымских). В Крыму работали лишь 9 мелких российских банков). Крупнейшие из российских банков — Сбербанк и ВТБ — отказались работать в республике из-за угрозы введения санкций против них. По состоянию на 2017 год в республике работали 10 российских банков: «Верхневолжский», «Генбанк», «РНКБ», «Россия», «Рублёв», «Северный кредит», «Севастопольский морской банк», «ТААТТА», «Темпбанк», «ЧБРР», «Крайинвестбанк».
Системообразующим банком Крыма является «Российский национальный коммерческий банк», принадлежащий государству в лице Росимущества. У РНКБ в Крыму свыше 180 банковских отделений, он обслуживает более 1,4 млн физических лиц и около 42 тыс. корпоративных клиентов. Вторым по значимости банком Крыма является «Генбанк», принадлежащий региональным властям Республики Крым и Севастополя.

## Культура

### Образование
В Республике Крым по состоянию на 2017 год действуют 10 вузов, в том числе несколько университетов. Крупнейшим университетом республики является Крымский федеральный университет имени В. И. Вернадского. КФУ был образован после аннексии Крыма Россией путём объединения семи самостоятельных учебных заведений, а также филиалов, колледжей и научных организаций, в СГУ также вошло 9 других вузов. За последние годы в результате объединения вузов, а также закрытия частных институтов и филиалов украинских вузов, численность вузов уменьшилась почти в 10 раз — в 2014 году в Крыму было 97 вузов. Самостоятельность сохранили Крымский инженерно-педагогический университет и Крымский университет культуры, искусств и туризма. Имеются три филиала вузов.

## Международные отношения

### Правовой статус

Голосование 27 марта 2014 на Генеральной ассамблее ООН по вопросу о территориальной целостности Украины.
Голосовали за
Голосовали против
Воздержались
Не голосовали
Не являются членами ООН

Принадлежность территории республики является предметом спора между Украиной и Российской Федерацией.
Согласно ФКЗ от 21 марта 2014 г. № 6-ФКЗ «О принятии в Российскую Федерацию Республики Крым и образовании в составе Российской Федерации новых субъектов — Республики Крым и города федерального значения Севастополя», пределы территории Республики Крым определяются границами её территории, существовавшими на день принятия в Российскую Федерацию Республики Крым и образования в составе Российской Федерации нового субъекта. Генпрокуратура РФ признала произошедшую в 1954 году передачу Крымской области из РСФСР в УССР неправомерной. Согласно административно-территориальному делению Украины, на этой территории располагаются входящие в состав Украины Автономная Республика Крым и город Севастополь. Украина не признаёт отделения Крыма и считает установление российской власти в Крыму оккупацией украинской территории. По состоянию на март 2014 года российская аннексия Крыма признана лишь немногими странами. Большинство государств — членов ООН заявило о поддержке позиции Украины.
27 марта 2014 года Генеральная Ассамблея ООН приняла резолюцию 68/262, в которой было заявлено, что «референдум, проведённый в Автономной Республике Крым и городе Севастополе 16 марта 2014 года, не имея законной силы, не может быть основой для любого изменения статуса Автономной Республики Крым или города Севастополя». За принятие резолюции проголосовало 100 государств из 193 государств — членов ООН, воздержалось — 58, против резолюции проголосовало 11 стран: Армения, Белоруссия, Боливия, Куба, КНДР, Никарагуа, Россия, Судан, Сирия, Венесуэла и Зимбабве.
19 декабря 2016 года Генеральная Ассамблея ООН приняла резолюцию «Ситуация с правами человека в Автономной Республике Крым и городе Севастополь (Украина)», в которой ситуация в Крыму охарактеризована как «временная оккупация» и «аннексия» Российской Федерацией части территории Украины — Автономной Республики Крым и города Севастополя. За документ проголосовало 70 стран, против — 26, 77 стран воздержались и 20 стран не голосовало.
В то же время резолюции Генеральной Ассамблеи ООН не имеют обязательной силы, они носят лишь рекомендательный характер.

### Политика в отношении крымскотатарского населения

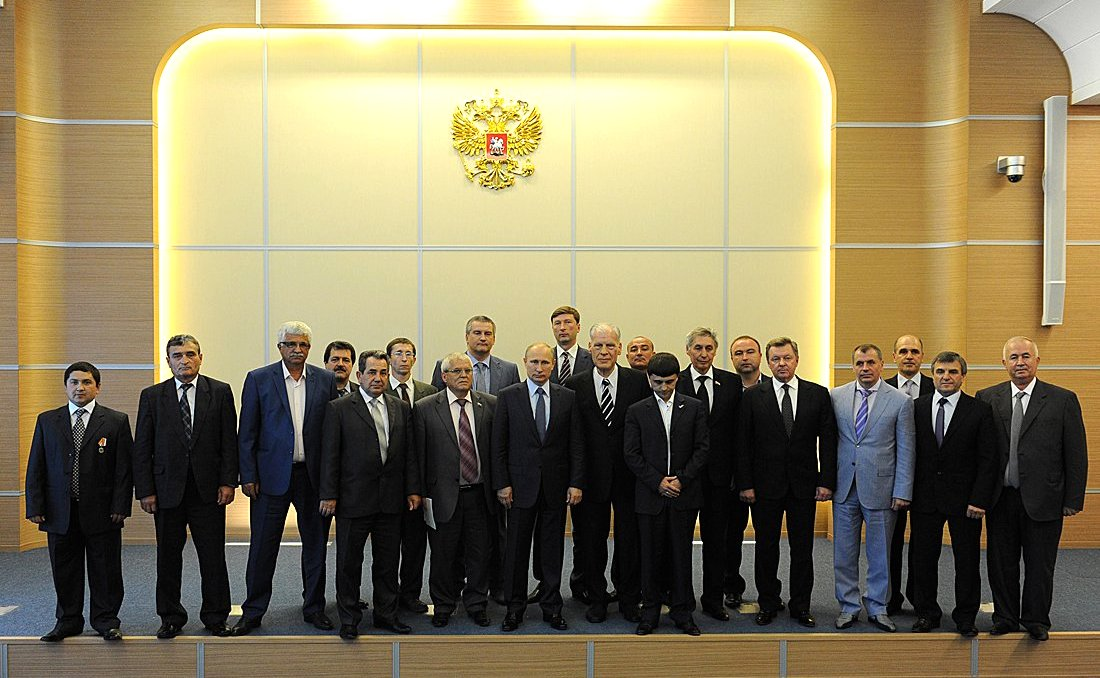
Президент России Владимир Путин с представителями крымскотатарской общины. Сочи, 16 мая 2014 года

21 апреля 2014 года президент РФ Владимир Путин подписал указ «О мерах по реабилитации армянского, болгарского, греческого, крымскотатарского и немецкого народов и государственной поддержке их возрождения и развития». Согласно тексту документа, в ближайшем будущем должна быть разработана отдельная программа экономического развития Крыма до 2020 года, в которой должны быть предусмотрены меры, направленные на национально-культурное и духовное возрождение этих народов.
16 мая 2014 года президент РФ Владимир Путин встретился с представителями крымскотатарской общины в Сочи. Президент РФ призвал «осознать, что интересы крымских татар сегодня связаны с Россией и нельзя защищать интересы других, третьих государств, используя крымскотатарский фактор… Это пойдёт только во вред народу. Это нужно осознать. И, наоборот, мы сделаем всё, я хочу это подчеркнуть — всё, что от нас зависит, для того, чтобы люди почувствовали себя полноценными хозяевами своей земли», — заверил президент.
18 мая 2014 года временно исполняющий обязанности Главы Республики Крым — председатель Совета министров РК Сергей Аксёнов заявил, что квоты для крымских татар и представителей других национальностей в органы власти Крыма вводить не планируется, все должности будут заниматься исключительно на профессиональной основе. По словам Сергея Аксёнова, признание курултая (общенационального съезда крымскотатарского народа) и меджлиса (формируемого им органа национального самоуправления) может произойти только в случае официальной регистрации этих организаций в соответствии с требованиями российского законодательства и «прямого желания представителей крымских татар идти навстречу».
21 мая в Государственном Совете Крыма была введена ещё одна должность заместителя председателя, на которую был назначен представитель меджлиса Ремзи Ильясов, до февраля 2013 года возглавлявший постоянную комиссию по межнациональным отношениям и депортированным гражданам.
В августе 2014 года мусульманами Крыма, настроенными на интеграцию с Россией, при содействии председателя Центрального духовного управления мусульман России верховного муфтия Талгата Таджуддина, в Симферополе был воссоздан Таврический муфтият — в противовес Духовному управлению мусульман Крыма, поддерживаемому крымскотатарским меджлисом.
20 октября 2014 года вице-спикер Госсовета Крыма Ремзи Ильясов, отстранённый от работы в меджлисе крымскотатарского народа за сотрудничество с крымскими властями, сообщил о создании межрегионального общественного движения крымскотатарского народа «Къырым».

### Обвинения крымских властей в нарушениях прав крымских татар
В экспертном отчёте ООН от 16 мая 2014 года были отмечены ограничения свободы СМИ в Крыму. В отчёте также были зафиксированы факты преследования и притеснения крымских татар, отмечены случаи физического насилия. Также были отмечены опасения практикующих мусульман по поводу возможности преследований по религиозному признаку. По данным ООН, на момент публикации отчёта, более 7200 человек, в основном крымские татары, стали переселенцами в другие области Украины.
3 июля 2014 года Комиссар Совета Европы по правам человека Нил Муйжниекс заявил, что в Крыму нарушаются права крымских татар и других меньшинств, отметив серию нападений вооружённых людей в масках на религиозные учреждения, школы, принадлежащие татарам предприятия, частные дома и Меджлис крымскотатарского народа. Согласно оглашённым им данным, на время обнародования доклада полуостров покинули 18 000 крымчан.
18 января 2015 года действующий на Украине Комитет по защите прав крымскотатарского народа обратился к ООН, Турции и Украине с призывом «не допустить уничтожения крымскотатарского народа», превратившегося, согласно заявлению, в объект террора и физического насилия. В заявлении отмечались, в частности, случаи похищения крымских татар и нарушения их прав. Комитет призвал Генерального секретаря ООН Пан Ги Муна защитить крымских татар от службы в российской армии, Украину — инициировать проведение Международной конференции по безопасности в Крыму под эгидой ОБСЕ и «изучить возможность предоставления крымскотатарскому народу международного статуса третьей стороны в российско-украинских отношениях с приобретением права самостоятельного обращения органов национального самоуправления Курултая и Меджлиса в международные судебные инстанции».
В ответ на это заявление председатель Государственного комитета по делам межнациональных отношений и депортированных граждан Республики Крым Заур Смирнов заявил, что крымскотатарская тема для украинской стороны — «это тема для манипуляций и спекуляций на международной арене», отметив, что за 23 года «Украиной практически не было принято ни одного политического решения в пользу реабилитации крымских татар, в пользу придания крымскотатарскому языку статуса государственного». Вице-премьер Республики Крым Руслан Бальбек пригласил ООН посетить полуостров и самим убедиться, что заявления о притеснении прав крымских татар в Крыму не имеют отношения к реальности: «Я предлагаю делегации ООН нанести визит в Крым как полноправный субъект Российской Федерации, чтобы лично убедиться, чем живут крымские татары, и впредь не прислушиваться к различным организациям с сомнительной репутацией». Также он отметил, что Комитет по защите прав крымскотатарского народа официально не зарегистрирован, насчитывает лишь несколько десятков сторонников и известен как организация с американским финансированием, чья «основная задача — с помощью подмены понятий делать громкие геополитические заявления якобы от имени народа, которые укладываются в интересы их спонсоров, тем самым открыто и нагло пренебрегая мнением самих крымских татар».
Выступая на информационной встрече неправительственных организаций на тему о нарушениях прав и свобод на Украине, состоявшейся «на полях» 30-й сессии Совета ООН по правам человека 18 сентября 2015 года, Васви Абдураимов заявил: «Права всех жителей Крыма теперь нарушают западные страны, которые ввели ограничения для полуострова, касающиеся, в частности, бизнеса, зарубежных поездок и туризма. Из-за этих ограничений крымчане не могут нормально вести экономическую деятельность, а значит, нарушается их право на развитие».
В феврале 2016 года правозащитник Эмир-Усеин Куку из Крыма был арестован и обвинён в принадлежности к исламистской организации Хизб ут-Тахрир, хотя он отрицает какую-либо причастность к этой организации. Amnesty International требует его немедленное освобождение. Human Right Watch включила Куку в отчёт об преследования крымских татар от 14 ноября 2017 года.

### Блокада со стороны Украины
В сентябре 2015 года Мустафа Джемилев, Рефат Чубаров и вице-президент Всемирного конгресса крымских татар Ленур Ислямов стали инициаторами блокады границы с Крымом, целью которой, как заявлено, является освобождение задержанных российскими властями «украинских политзаключённых», прекращение преследования крымских татар, создание свободных условий работы для украинских СМИ и иностранных журналистов, а также снятие запрета на въезд в Крым Мустафе Джемилеву и Рефату Чубарову.
20-22 ноября 2015 года неизвестные взорвали опоры четырёх линий электропередач, подающих энергию на полуостров, в результате чего была прекращена поставка электроэнергии в Крым.
23 ноября 2015 правительством Украины была введена официальная торговая блокада Крыма.

### Комментарии
1. ↑  Статус Республики Крым как субъекта Российской Федерации закреплён российским законодательством, однако международного признания аннексия Крыма Россией (и, соответственно, образование Республики) не получила. См. статью Проблема принадлежности Крыма.
2. ↑  Наряду с Севастополем и Краснодарским краем[8]